# پرونده شیوع ایدز در لیبی
پرونده شیوع ایدز در لیبی یک پرونده قضایی و جنایی درباره شیوع عمدی ویروس اچ‌آی‌وی در بین بیش از ۴۰۰ کودک از سال ۱۹۹۸ است که بیماران بیمارستان کودکان الفاتح در شهر بنغازی لیبی بودند. متهمین اصلی این پرونده یک پزشک فلسطینی و شش پرستار بلغاری بودند که از سال ۱۹۹۸ وارد خدمات درمانی این کشور شده بودند. ابتدا دادگاه ایشان را به اعدام محکوم کرد. ولی بر طبق گزارش‌هایی که بعداً توسط کارشناسان خارجی ایدز انتشار یافت ابتلای کودکان لیبیایی ناشی از شرایط غیربهداشتی بیمارستان و قبل از ورود متهمین به لیبی بوده‌است. با این‌حال، در ماه دسامبر سال ۲۰۰۶، دادگاه جنایی لیبی حکم اعدام را تکرار کرد و این حکم در دادگاه‌های تجدید نظر و سپس دادگاه عالی لیبی تکرار شد و پرستاران به اقدام علیه امنیت ملی متهم شدند. 
حادثه شیوع بیماری و وقایع بعد از آن بشدت سیاسی و بحث‌برانگیز شد. پرستاران دستگیر شده می‌گویند که تحت شکنجه و فشار اعتراف کرده‌اند. از طرفی معمر قذافی رهبر لیبی از رای دادگاه عالی این کشور دفاع کرد و این را توطئه سازمان‌های موصاد و سیا خواند . در انتها، تلاش‌های دیپلماتیک و فشارهای بین‌المللی به لیبی، با تغییر یافتن حکم اعدام به حبس ابد توسط شورای عالی قضایی لیبی در ۱۷ ژوئیه ۲۰۰۷ پایان یافت. در ۲۳ ژوئیه، دولت لیبی با انتقال این افراد به بلغارستان موافقت کرد. گفته می‌شود برای هر کودک مبتلا، یک میلیون دلار به خانواده‌های آنان غرامت پرداخت شده‌است و تصمیم شورای عالی قضایی در پی گذشت خانواده‌های کودکان مبتلا، به عنوان شاکیان خصوصی، اتخاذ شد.
سیف الاسلام پسر معمر قذافی بعداً فاش کرد که اتهامات علیه پرستاران بلغاری و پزشک فلسطینی ساختگی بوده و آزادی این افراد برای از سرگیری روابط لیبی با اتحادیه اروپا و کاهش محدودیت‌های سفر و مبادلات تجاری بسیار مؤثر بوده‌است.